# Soko J-21 Jastreb
Soko J-21 Jastreb je jednosjedni, jurišno-izvidnički mlazni zrakoplov dizajniran i izrađivan u SFRJ 1960-ih. Izgledom podsjeća na G-2 Galeb na čijoj osnovi je i nastao.

## Povijest
Razvijan je kao zamjena za Republic F-84 Thunderjet koji je bio najčešće korišten mlazni lovac-bombarder u Jugoslavenskom ratnom zrakoplovstvu do 1967. 
Na početku kad je dizajniran, Jastreb se uglavnom koristio kao mlažnjak za obuku pilota i izviđanje, iako se mogao koristiti za napade jer je primarno bio dizajniran kao jurišni zrakoplov. Najveća razlika između J-21 i G-2 Galeba, je uklanjanje stražnjeg sjedišta, snažniji motor i ugradnja dodatne treće strojnice u nosu. Sve tri strojnice bile su Browning AN/M3. Posjedovao je sjedalo koje se moglo katapultirati. Izrađeno je prema licenciji Folland Type 1-B. Vozio se na motoru koji je izrađen po licenciji Rolls-Royce Viper Mk531.
Zrakoplov se proizvodio u zrakoplovnoj tvornici Soko, u Mostaru, sve do 1980-ih. Koristio se u Jugoslavenskom ratnom zrakoplovstvu, sve do raspada Jugoslavije, kada prelazi u zrakoplovstvo Republike Srpske te Srbije. Određen broj zrakoplova prodan je Libiji te se još uvijek koriste.
J-21 Jastreb se intenzivno koristio u ratu tijekom 1991. – 1995. posebno u Bosni i Hercegovini i u Prvom kongoanskom ratu (1996. – 1997.).
Nakon rata, ugovorom o smanjenju vojnih snaga, SR Jugoslavija je umirovila preostalih 66 Jastrebova. Danas još leti samo nekoliko primjeraka u zrakoplovstvu Republike Srpske.

## Inačice
- J-1 Jastreb - Jednosjed, za napade i izviđanje.
- J-1E - Izvozna inačica za Libiju.
- RJ-1 - Jednosjed, za strateško izviđanje.
- RJ-1E - Izvozna inačica za RJ-1.
- JT-1 - Dvosjed za trening.

## Korisnici

### Trenutni korisnici
- Bosna i Hercegovina: Ratno zrakoplovstvo i protuzračna obrana Bosne i Hercegovine
- Libija: Libijsko ratno zrakoplovstvo, Ratno zrakoplovstvo Slobodne Libije

### Bivši korisnici
- SFR Jugoslavija

- Jugoslavensko ratno zrakoplovstvo

- SR Jugoslavija
- Hrvatska

- Hrvatsko ratno zrakoplovstvo - Jedan J-21 Jasteb je zarobljen kod Udbine, ali nije korišten zbog nedostatka rezervnih dijelova.

- Zair

- Zairsko ratno zrakoplovstvo

## Tehničke karakteristike
Osnovne karakteristike
- posada: 1
- dužina: 10,88 m
- raspon krila: 10,56 m (11,68 m s dodatnim spremnicima)
- površina krila: 19,43 m2
- visina: 3,64 m

Letne karakteristike
- najveća brzina: 820 km/h na 6.000 m visine
- ekonomska brzina: 720 km/h na 5.000 m visine
- dolet: 1.520 km s dodatnim krilnim spremnicima
- brzina penjanja: 1.260 m/min
- najveća visina leta: 12.000 m
- motor: 1 × BMB (Rolls-Royce/Bristol Siddeley) Viper Mk 531 mlazni motor

Naoružanje
- naoružanje: 800 kg naoružanja
- 3 x nosne strojnice
- razne bombe
- nevođena raketna zrna

## Poveznice
- G-2 Galeb
- Ikarus 452